# 临安槭
临安槭（学名：Acer linganense）为无患子科槭属的植物，为中国的特有植物。分布于中国大陆的浙江等地，生长于海拔600米至1,300米的地区，常生长在山谷或溪边林中，目前已由人工引种栽培。